# ジェイデン・ヘンドリクセ
ジェイデン・ヘンドリクセ（Jaden Hendrikse、2000年3月23日 - ）はユナイテッド・ラグビー・チャンピオンシップ、シャークスに所属するラグビーユニオン選手。

## プロフィール
- 南アフリカ・キングウィリアムズタウン出身[1]。
- ポジションはスクラムハーフ(SH)。
- 身長 184cm、体重 86kg
- 弟のジョーダンもラグビー選手。
- U20南アフリカ代表に選ばれたことがある[2]。
- 南アフリカ代表キャップは15（2024年2月現在）でラグビーワールドカップ2023の南アフリカ代表に選ばれた[3]。

## 略歴
シャークス (カリーカップ)を経て、2019年、シャークスに加入。 